# Alcidamante
Alcidamante (Αλκιδάμας, principios del siglo IV a. C.), sofista y retórico griego de Elea, en Eólida, que se estableció muy joven en Atenas. Allí fue alumno y seguidor de Gorgias. Consiguió fundar su propia escuela de oratoria, en franca competencia con la de Isócrates, y fue considerado uno de los maestros de Demóstenes (en realidad, éste lo que hizo es comprar varias de sus lecciones, recopiladas y puestas por escrito por el historiador Calías de Siracusa). Se conserva una obra genuina suya, Acerca de los sofistas, en la que el autor presenta argumentos en favor de los discursos improvisados frente a los preparados. Se le atribuye también un discurso del género epidíctico, Odiseo (en el que Ulises acusa a Palamedes de traición durante el asedio de Troya). Está considerado el primer gran orador de la Antigüedad.